# آلکساندر ساهینیان
آلکساندر ساهینیان (ارمنی: Ալեքսանդր Սահինյան; ‏ ۱۵ ژوئیهٔ ۱۹۱۰ – ۱۹۸۲) تاریخ‌نگار معمار  اهل ارمنستان که ریاست دپارتمان معماری انستیتو هنری فرهنگستان ملی علوم ارمنستان را در بین سال‌های ۱۹۵۸ تا ۱۹۸۲ میلادی برعهده داشت.

## زندگی‌نامه
آلکساندر ساهینیان  در ۱۵ ژوئیهٔ ۱۹۱۰ در روستای واردابلور در شمال ارمنستان به دنیا آمد. وی در سال ۱۹۳۷ از دپارتمان معماری دانشگاه پلی‌تکنیک ارمنستان فارغ‌التحصیل شد. بین سال‌های ۱۹۴۲ و ۱۹۴۴ وی در ارتش سرخ خدمت نمود و پس از مجروح شدن به ارمنستان بازگشت. وی تا زمان فوران آتش جنگ جهانی دوم ، در مؤسسه طراحی دولتی کار می‌کرد. از سال ۱۹۴۶ وی در انستیتو هنری فرهنگستان ملی علوم ارمنستان به فعالیت پرداخت. پس از بازگشت وی در برنامه کارشناسی ارشد فرهنگستان ملی علوم ارمنستان پذیرفته شد و شروع به کاوش‌های باستان‌شناسی کرد وی در سال ۱۹۸۲ درگذشت.